# Pehr Bjurholm
Pehr Bjurholm, född 14 december 1814 i Österhaninge socken, död 10 december 1891 i Stockholm, var en svensk bryggare. 
Bjurholm växte upp i Österhaninge socken. Hans far var klockare. Hans första skolgång hade skett hos  Fredrika Bremer. Musikaliskt begåvad kom han med tiden in vid Musikaliska akademien i Stockholm. Antagligen i brist på medel tvingades han dock lämna denna efter två år och begav sig till Tyskland. Återkommen till Sverige gick han fem år i bryggarlära i Stockholm för att kunna bli upptagen i bryggeriämbetet. År 1844 köpte han ett bryggeri på Björngårdsgatan på Södermalm. De första åren tillverkade han det gamla svenskölet, men efter några år satte han i gång tillverkning av det nya bayerska ölet.
Bjurholms bryggeri blev snabbt mycket populärt. Bjurholm var emellertid konservativ och vägrade såväl att bygga ut som att gå över till modernare teknik. Därmed blev Bjurholms trots den moderna bayerska ölen det sista hantverksbryggeriet i Stockholm. 
Pehr Bjurholm engagerade sig i allt från välgörenhetsinrättningar och stadsfullmäktige till muntra sällskap som Par Bricole. På den största av bryggeriets krogar, "Björngårdskällaren", höll Pehr Bjurholm hov; allmänt kallades han också för "Kungen på Björngården". Pehr Bjurholms bror, bryggaren Anders Bjurholm som var en betydligt strängare människotyp, summerade Bjurholms personlighet enligt följande: "En handlingens man, som han var, upptog han ej tiden med mångordighet under allvarliga överläggningar, men ville däremot helst vara ensam om ordet när skämtet vidtog."
Han var gift med Maria Henrika Florentina Hasselhuhn (1818–1882). Pehr Bjurholm är begravd på Maria Magdalena kyrkogård i Stockholm.